# Königreich Ndongo
Das Königreich Ndongo, auch Ngola-Königreich, war ein im Westen des heutigen Angola gelegenes Bantu-Königreich. Sein Zentrum befand sich im 16. Jahrhundert zwischen den Flüssen Cuanza und Lukala, östlich der portugiesischen Handelsstadt Luanda. Es zählte zu einer Reihe von Vasallenstaaten des Kongo-Reiches, von denen es als das mächtigste geschildert wurde. Der Name Ngola (auch Ngola a Kiluanji), mit dem die Könige des afrikanischen Reiches bezeichnet wurden, taucht heute wieder im Namen des Staates Angola auf.

## Geschichte im 16. Jahrhundert
Das Reich wurde erstmals im 15. Jahrhundert schriftlich erwähnt, als portugiesische Seefahrer versuchten, Handelskontakte mit Ndongo zu knüpfen. Im Jahre 1571 gab die portugiesische Krone Paulo Dias de Novais finanzielle Mittel und einen Auftrag, an der Atlantikküste südlich des Kongo-Reiches eine Handelssiedlung zu errichten. Novais gründete daraufhin 1575/76 Luanda und schloss mit Ndongo zunächst ein Bündnis, doch bereits im Jahre 1579 kam es zum Krieg zwischen Portugal und dem afrikanischen Reich, welcher für Dias de Novais mit einer Niederlage endete. Dennoch konsolidierte sich eine kleine portugiesische Kolonie um Luanda und im Cuanza-Flusstal, und zwar vor allem dank eines Sklavenhandels, bei dem Ndongo und Matamba als Handelspartner fungierten. Ab 1615 gingen die Gouverneure der Kolonie Bündnisse mit den Imbangala ein und konnten das von ihnen kontrollierte Gebiet vor allem auf Kosten Ndongos vergrößern. Diese Expansion stieß unter Königin Nzinga von Ndongo und Matamba auf heftigen und zeitweise erfolgreichen Widerstand.

## Krieg und Widerstand gegen Portugal
Nzinga ergriff die Macht in Ndongo um das Jahr 1624, als der König Ngoli Bondi (mbande a ngola) unter mysteriösen Umständen starb. Das Land befand sich damals in einer schweren Krise, die 1618 durch einen erfolgreichen Vorstoß des portugiesischen Heerführers Louis Mendes de Vasconcellos ausgelöst wurde. Dabei wurde auch die königliche Residenz erobert und zahlreiche Führer hingerichtet. Eine nachfolgende Dürre und Hungersnot schwächte das Reich weiter. Nzinga nutzte Unregelmäßigkeiten am königlichen Hofe, um entgegen der Tradition des Reiches als Frau die Herrschaft zu ergreifen.
Da Ndongo durch die Kriege mit den Imbangala geschwächt war, suchte Nzinga – zumindest vorübergehend – den Ausgleich mit den Portugiesen. Sie nahm in diesem Zuge von ihnen den katholischen Glauben an und schloss mit ihnen Verträge, die den Missionaren und Sklavenhändlern Zugang zum Reich Ndongo gewährten. Mit der Ankunft eines neuen portugiesischen Gouverneurs verschlechterten sich die Beziehungen. Nachdem Ndongo entlaufene Sklaven aus portugiesischen Plantagen aufgenommen hatte, gelang es den Portugiesen, Nzinga im Jahre 1629 abzusetzen und durch einen für sie günstigeren Herrscher zu ersetzen.

## Versklavung und Niedergang
Die Lage in Ndongo verschlechterte sich mit dem nunmehr steigenden Einfluss Portugals. Die Bevölkerung verkleinerte sich immer weiter infolge des Sklavenhandels. Man schätzt, dass in der ersten Hälfte des 17. Jahrhunderts aus dem Gebiet von Ndongo jährlich ca. 10.000 Sklaven nach Amerika verschleppt wurden. Eine Nebenrolle spielte dabei auch das Nachbarreich Matamba, welches Portugal im Sklavenhandel unterstützte und von der geflohenen Königin Nzinga, welche immer noch den Thron von Ndongo beanspruchte, beherrscht wurde.
Im Jahre 1671 schließlich wurde Ndongo nach dem jahrelangen Widerstand durch einen Feldzug der Portugiesen endgültig der Angola-Kolonie einverleibt.